# Maroon Peak

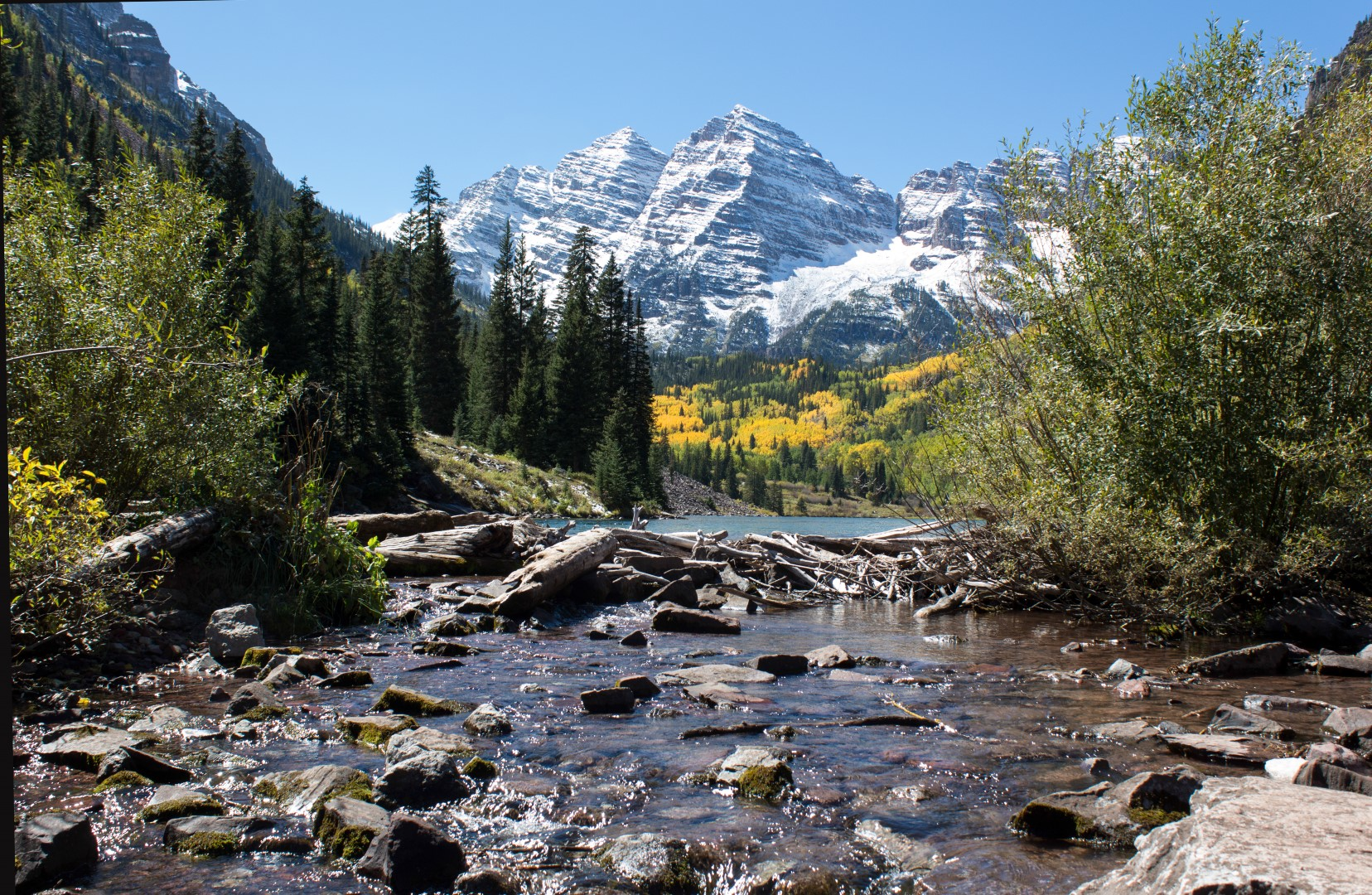
Widok na Maroon Bells

Maroon Peak – szczyt w Górach Skalistych, o wysokości 4315 m n.p.m. (według USGS 4292 m n.p.m.), w paśmie Elk Mountains, w stanie Kolorado w USA na terenie Gunnison National Forest, na granicy hrabstw Pitkin i Gunnison. Szczyt leży w pobliżu Aspen. Szczyt jest drugim, najwyższym w paśmie Elk Mountains (po Castle Peak, oraz jest dwudziestym czwartym pod względem wysokości w stanie Kolorado. Dwa wierzchołki Maroon Peak i North Maroon Peak tworzą formację Maroon Bells.